# Kurmanajewka
Kurmanajewka (ros. Курманаевка) – wieś (sieło) w Rosji, w obwodzie orenburskim, ośrodek administracyjny rejonu kurmanajewskiego. W 2010 liczyła 4313 mieszkańców.

## Urodzeni
- Nikołaj Borisow – radziecki dowódca wojskowy.